# Liste der Handfeuerwaffen/B
Übersicht im Referenzwerk zu „Handfeuerwaffen B - BZZ“

## B#…
- B94 (Waffe) (Russland - Selbstladegewehr - 12,7 × 108 mm)

## Baikal
- Baikal MP-161K (Russland - Selbstladekarabiner - .22lfB & .22 Magnum)
- Baikal 441 / ISch-75 (Russland - Pistole - zivile Variante der PSM in 6,35mm Browning oder 5,45 × 18 mm)
- Baikal ISch-35M (Russland - Sportpistole - .22 lfB)
- Baikal ISch-94 (Russland - Bockbüchsflinte - verschiedene Kaliber, von .222 und 12/70 bis 9,3 × 74 mm R und 12/76)

## Ballester
- Ballester Molina Pistol (Argentinien - Pistole - .45 ACP)
- Ballester Rigaud Carbine (Argentinien -)
- Ballester Rigaud Pistol (Argentinien - Pistole - .45 ACP)

## Barrett
- Barrett M82 (USA - Selbstladegewehr - 12,7 × 99 mm NATO)
  - Barrett M82A1 (USA - Selbstladegewehr - 12,7 × 99 mm NATO)
  - Barrett M82A1A (USA - Selbstladegewehr - 12,7 × 99 mm NATO)
  - Barrett M82A1M (USA - Selbstladegewehr - 12,7 × 99 mm NATO)
  - Barrett M82A2 (USA - Selbstladegewehr - 12,7 × 99 mm NATO)
  - Barrett M82A3 (USA - Selbstladegewehr - 12,7 × 99 mm NATO)
- Barrett Model 90 (USA - Repetiergewehr - 12,7 × 99 mm NATO)
- Barrett Model 95 (USA - Repetiergewehr - 12,7 × 99 mm NATO)
- Barrett M98 (USA - Selbstladegewehr - .338 Lapua)
- Barrett M98B (USA - Repetiergewehr - .338 Lapua)
- Barrett Model 99 (USA - Repetiergewehr - 12,7 × 99 mm NATO)
- Barrett M107 (USA - Selbstladegewehr - 12,7 × 99 mm NATO)
- Barrett XM109 (USA - Selbstladegewehr - 25 × 59 mm Grenade)
- Barrett REC7 (USA - Selbstladegewehr - 6.8 × 43 mm SPC)

## BA…
- Baby Nambu (Japan - Pistole - 7 mm)
- Bacon Arms C. Pepperbox Revolver (Revolver)

## Benelli
- Benelli B82 (Italien - Pistole - 7.65 × 21 mm Parabellum, 9 × 18 mm Ultra, & 9 × 19 mm)
  - Benelli B82 Sport (Italien - Pistole - 7.65 × 21 mm Parabellum)
- Benelli Centro (Italien - Selbstladeflinte)
- Benelli M1 (Italien - Selbstladeflinte - Kaliber 12)
  - Benelli M1 Entry Gun (Italien - Selbstladeflinte - Kaliber 12)
  - Benelli M1 Super 90 (Italien - Selbstladeflinte - Kaliber 12)
  - Benelli M1 Super 90 Field (Italien - Selbstladeflinte - Kaliber 12)
  - Benelli M1 Tactical (Italien - Selbstladeflinte - Kaliber 12)
- Benelli M3 (Italien - Semi-Auto/Vorderschaftrepetierflinte - Kaliber 12)
  - Benelli M3 Super 90 (Italien - Selbstlade-/Vorderschaftrepetierflinte - Kaliber 12)
  - Benelli M3T (Italien - Selbstlade-/Vorderschaftrepetierflinte - Kaliber 12)
- Benelli M4 Super 90 (I Italien - Selbstladeflinte - Kaliber 12)
- Benelli Montefeltro 20 (Italien - Selbstladeflinte - Kaliber 20)
- Benelli Nova (Italien - Vorderschaftrepetierflinte)
- Benelli Raffaello (Italien - Selbstladeflinte)
- Benelli Super Black Eagle (Italien - Selbstladeflinte)

## Beretta
- zu Sako-Tikka-Valmet-Modellen siehe Liste der Handfeuerwaffen/S#SA…

### Beretta Machine Guns
- - AR70/78 (Italien - lMG - 5,56 × 45 mm NATO)
  - AR70/84 (Italien - lMG - 5,56 × 45 mm NATO)
  - AS70/90 (Italien - lMG - 5,56 × 45 mm NATO)
  - MG42/59 (Italien - GPMG - 7.62 mm NATO Rheinmetall MG1A2)

### Beretta Pistolen
- - M1915 (Italien - Pistole - 7.65 × 17 mm, 9 × 17 mm, & 9 × 19 mm Glisenti)
  - M1915/19 (Italien - Pistole - 7.65 × 17 mm)
  - M1917 (Italien - Pistole - 7.65 × 17 mm)
    - M1922 (Italien - Pistole - 7.65 × 17 mm & 9 × 17 mm)

  - M1923 (Italien - Pistole - 9 × 19 mm Glisenti)
  - M1931 (Italien - Pistole - 7.65 × 17 mm)
  - M1932 (Italien - Pistole - 7.65 × 17 mm & 9 × 17 mm)
  - M1934 (Italien - Pistole - 7.65 × 17 mm & 9 × 17 mm)
    - M934 (Italien - Pistole - 9 × 17 mm)

  - M1935 (Italien - Pistole - 7.65 × 17 mm)
    - M935 (Italien - Pistole - 7.65 × 17 mm)

  - M1938 (Italien - Pistole - 9 × 19 mm)
  - M948 (Italien - Pistole - .22lfB)
    - M948B (Italien - Pistole - .22lfB)

  - M949C Olimpionica (Italien - Pistole - .22 Short)
    - M949CC (Italien - Pistole - .22lfB)
    - M949LR Olimpionica (Italien - Pistole - .22lfB)

  - M950 (Italien - Pistole - 9 × 19 mm for M951)
  - M951 (Italien - Pistole - 9 × 19 mm)
    - Model 104 (Italien - Pistole - 9 × 19 mm)
    - M951-A (Italien - Maschinenpistole - 9 × 19 mm)
    - M951-R (Italien - Maschinenpistole - 9 × 19 mm)
    - M951-S (Italien - Pistole - 9 × 19 mm: Target Model)

  - M952 (Italien - Pistole - 7.65 × 21 mm Parabellum)
    - M952-S (I Italien - Pistole - 7.65 × 21 mm Parabellum: Target Model)

  - 70 (Italien - Pistole - .22lfB & 7.65 × 17 mm)
    - 70S (Italien - Pistole - .22lfB & 9 × 17 mm)

  - 71 (Italien - Pistole - .22lfB)
  - 72 (Italien - Pistole - .22lfB)
  - 73 (Italien - Pistole - .22lfB)
  - 74 (Italien - Pistole - .22lfB)
    - 100 (Italien - Pistole - 7.65 × 17 mm)

  - 75 (Italien - Pistole - .22lfB)
  - 76 (Italien - Pistole - .22lfB)
    - 102 (Italien - Pistole - .22lfB)

  - M80 Olimpionica (Italien - Pistole - .22 Short)
  - 81 Series
    - 81B Cheetah (Italien - Pistole - 7.65 × 17 mm)
      - 81FS Cheetah (Italien - Pistole - 7.65 × 17 mm)

    - 82B Cheetah (Italien - Pistole - 7.65 × 17 mm)
    - 83 Cheetah (Italien - Pistole - 9 × 17 mm)
      - 83F Cheetah (Italien - Pistole - 9 × 17 mm)
        - 83FS Cheetah (Italien - Pistole - 9 × 17 mm)

    - 84 Cheetah (Italien - Pistole - 9 × 17 mm)
      - 84B Cheetah (Italien - Pistole - 9 × 17 mm)
        - 84BB Cheetah (Italien - Pistole - 9 × 17 mm)
          - 84F Cheetah (Italien - Pistole - 9 × 17 mm)
            - 84FS Cheetah (Italien - Pistole - 9 × 17 mm)

    - 85 Cheetah (Italien - Pistole - 9 × 17 mm)
      - 85B Cheetah (Italien - Pistole - 9 × 17 mm)
        - 85BB Cheetah (Italien - Pistole - 9 × 17 mm)
          - 85F Cheetah (Italien - Pistole - 9 × 17 mm)
            - 85FS Cheetah (Italien - Pistole - 9 × 17 mm)

    - 86 Cheetah (Italien - Pistole - 9 × 17 mm)
    - 86FS Cheetah (Italien - Pistole - 9 × 17 mm)
    - 87 Cheetah (Italien - Pistole - .22lfB)
      - 87LB Cheetah (Italien - Pistole - .22lfB)
      - 87BB Cheetah (Italien - Pistole - .22lfB)
        - 87BB/LB Cheetah (Italien - Pistole - .22lfB)

    - 89 (Italien - Pistole - .22lfB)

  - 90 (Italien - Pistole - 7.65 × 17 mm)
  - 92 Series
    - 92 (Italien - Pistole - 9 × 19 mm)
    - 92 Billennium (Italien - Pistole - 9 × 19 mm)
    - 92CB (Italien - Pistole - 9 × 19 mm)
    - 92 Combat (Italien - Pistole - 9 × 19 mm)
    - 92 Stock (Italien - Pistole - 9 × 19 mm)
    - 92D (Italien - Pistole - 9 × 19 mm)
      - 92D Brigadier (Italien - Pistole - 9 × 19 mm)
      - 92D Compact L (Italien - Pistole - 9 × 19 mm)
      - 92D Vertec (Italien - Pistole - 9 × 19 mm)
      - 92DS (Italien - Pistole - 9 × 19 mm)

    - 92S (Italien - Pistole - 9 × 19 mm)
    - 92S-1 (Italien - Pistole - 9 × 19 mm)
    - 92SB (Italien - Pistole - 9 × 19 mm)
      - 92SB Compact (Italien - Pistole - 9 × 19 mm)

    - 92SB-F (Italien - Pistole - 9 × 19 mm)
    - 92F/FS (Italien - Pistole - 9 × 19 mm)
      - M9 (Italien / USA - Pistole - 9 × 19 mm)
      - 92FS Brigadier (Italien - Pistole - 9 × 19 mm)
      - 92FS Centurion (Italien - Pistole - 9 × 19 mm)
      - 92FS Compact L (Italien - Pistole - 9 × 19 mm)
        - 92FS Compact Type M (Italien - Pistole - 9 × 19 mm)

      - 92FS Competition (Italien - Pistole - 9 × 19 mm)
      - 92FS Target (Italien - Pistole - 9 × 19 mm)
      - 92FS Vertec (Italien - Pistole - 9 × 19 mm)

    - 92G (Italien - Pistole - 9 × 19 mm)
      - 92G Centurion (Italien - Pistole - 9 × 19 mm)
      - 92G Elite I (Italien - Pistole - 9 × 19 mm)
      - 92G Elite IA (Italien - Pistole - 9 × 19 mm)
      - 92G Elite II (Italien - Pistole - 9 × 19 mm)
      - 92G-SD (Italien - Pistole - 9 × 19 mm)
      - 92G Vertec (Italien - Pistole - 9 × 19 mm)

  - 93R (Italien - Machine Pistole - 9 × 19 mm)
  - 96 Series
    - 96D (Italien - Pistole - .40 S&W)
    - 96DS (Italien - Pistole - .40 S&W)
    - 96 Special (Italien - Pistole - .40 S&W)
    - 96 Vertec (Italien - Pistole - .40 S&W)
    - 96D Vertec (Italien - DAO Pistole - .40 S&W)
    - 96G Vertec (Italien - Pistole - .40 S&W)
    - 96G Elite I (Italien - Pistole - .40 S&W)
    - 96G Elite IA (Italien - Pistole - .40 S&W)
    - 96G Elite II (Italien - Pistole - .40 S&W)
    - Beretta 96 Brigadier (Italien - Pistole - .40 S&W)
    - Beretta 96D Brigadier (Italien - Pistole - .40 S&W)

  - 98 Series
    - 98 (Italien - Pistole - 7.65 × 21 mm Parabellum)
    - 98SB Compact (Italien - Pistole - 7.65 × 21 mm Parabellum)
    - 98FS (Italien - Pistole - 9 × 21 mm IMI)
    - 98FS Brigadier (Italien - Pistole - 9 × 21 mm IMI)
    - 98FS Combat (Italien - Pistole - 9 × 21 mm IMI)
    - 98FS Competition (Italien - Pistole - 9 × 21 mm IMI)
    - 98FS Target (Italien - Pistole - 9 × 21 mm IMI)
    - 98G Elite II (Italien - Pistole - 9 × 21 mm IMI)
    - 98 Billennium (Italien - Pistole - 9 × 21 mm IMI)

  - 99 (Italien - Pistole - 7.65 × 21 mm Parabellum)
  - 8000 Series
    - 8000F Cougar L (Italien - Pistole - 9 × 19 mm)
    - 8000D Cougar L (Italien - Pistole - 9 × 19 mm)
    - 8000F Cougar L Type P (Italien - Pistole - 9 × 19 mm)
    - 8000D Cougar L Type P (Italien - Pistole - 9 × 19 mm)
    - 8000 Cougar F (Italien - Pistole - 9 × 19 mm, 9 × 21 mm IMI, & .41 Action Express)
    - 8040 Cougar F (Italien - Pistole - .40 S&W)
    - 8045 Cougar F (Italien - Pistole - .45 ACP)
    - 8357 Cougar F (Italien - Pistole - .357 SIG)
    - 8000 Cougar D (Italien - Pistole - 9 × 19 mm, 9 × 21 mm IMI, & .41 Action Express)
    - 8040 Cougar D (Italien - Pistole - .40 S&W)
    - 8045 Cougar D (Italien - Pistole - .45 ACP)
    - 8357 Cougar D (Italien - Pistole - .357 SIG)
    - 8000 Mini Cougar F (Italien - Pistole - 9 × 19 mm)
    - 8040 Mini Cougar F (Italien - Pistole - .40 S&W)
    - 8045 Mini cougar F (Italien - Pistole - .45 ACP)

  - 9000 Series
    - 9000S Type F 9 mm (Italien - Pistole - 9 × 19 mm)
    - 9000S Type F .40 (Italien - Pistole - .40 S&W)
    - 9000S Type D 9 mm (Italien - Pistole - 9 × 19 mm)
    - 9000S Type D .40 (v - Pistole - .40 S&W)

  - Px4-Storm (Italien - Pistole - 9 × 19 mm, .40 S&W, & .45 ACP)
  - U22 NEOS (v - Pistole - .22lfB)
  - Beretta Mini Pistolen
    - 20 Bobcat (Italien / USA - Pistole - 6.35 mm/.25ACP)
    - 21 Bobcat (Italien / USA - Pistole - .22lfB & 6.35 mm/.25ACP)
      - 21A Bobcat (Italien / USA - Pistole - .22lfB & 6.35 mm/.25ACP)

    - 950 Jetfire (Italien - Pistole - .22 Short & 6.35 mm/.25ACP)
      - 950B Jetfire (Italien - Pistole - .22 Short & 6.35 mm/.25ACP)
      - 950BS Jetfire (Italien / USA - Pistole - .22 Short & 6.35 mm/.25ACP)

    - 3032 Tomcat (Italien / USA - Pistole - 7.65 × 17 mm)
    - M1919 (Italien - Pistole - 6.35 mm/.25 ACP)
    - M1920 (Italien - Pistole - 6.35 mm/.25 ACP)
    - M1926 (Italien - Pistole - 6.35 mm/.25 ACP)
      - 18 (Italien / USA - Pistole - 6.35 mm/.25ACP)
      - 19 (Italien / USA - Pistole - 6.35 mm/.25ACP)
      - 20 (Italien / USA - Pistole - 6.35 mm/.25ACP)
      - 21 (Italien / USA - Pistole - 6.35 mm/.25ACP)

    - M1934 Pocket (Italien - Pistole - 6.35 mm/.25 ACP)
    - M318 (Italien - Pistole - 6.35 mm/.25 ACP)
      - M319 (Italien - Pistole - 6.35 mm/.25 ACP)
      - M320 (Italien - Pistole - 6.35 mm/.25 ACP)
      - M321 (Italien - Pistole - 6.35 mm/.25 ACP)

    - M418 (Italien - Pistole - 6.35 mm/.25 ACP)
      - M419 (Italien - Pistole - 6.35 mm/.25 ACP)
      - M420 (Italien - Pistole - 6.35 mm/.25 ACP)
      - M421 (Italien - Pistole - 6.35 mm/.25 ACP)

### Beretta Revolvers
- - Model 1 (Italien - Revolver - 9 × 19 mm & .357 Magnum)
  - PR-71 (Italien / Brasilien - Revolver - .22lfB & .38 Special)
  - Stampede (Italien - Revolver)
  - Tenax (Italien / Brasilien - Revolver - .22lfB, .32, & .38 Special)

### Beretta Rifles
- - AR70 (Italien - Sturmgewehr - 5,56 × 45 mm NATO)
    - AR70 Sport (Italien - Selbstladegewehr - .222 Remington & 5,56 × 45 mm NATO: Civilian AR70)
    - SC70 (Italien - Sturmgewehr - 5,56 × 45 mm NATO)
    - SCS70 (Italien - Verkürztes Sturmgewehr - 5,56 × 45 mm NATO)

  - AR70/90 (Italien - Sturmgewehr - 5,56 × 45 mm NATO)
    - SC70/90 (Italien - Sturmgewehr - 5,56 × 45 mm NATO)
    - SCP70/90 (Italien - Verkürztes Sturmgewehr - 5,56 × 45 mm NATO)
    - SCS70/90 (Italien - Verkürztes Sturmgewehr - 5,56 × 45 mm NATO)

  - ARX-160 (Italien - Sturmgewehr - 5,56 × 45 mm NATO)
  - BM58 (Italien - Schnellfeuergewehr - 7.62 mm NATO)
  - BM59 (Italien - Schnellfeuergewehr - 7.62 mm NATO)
    - BM59D (Italien - Schnellfeuergewehr - 7.62 mm NATO)
    - BM59GL (Italien - Schnellfeuergewehr - 7.62 mm NATO)
    - BM59 Mark I (Italien - Schnellfeuergewehr - 7.62 mm NATO)
    - BM59 Mark II (Italien - Schnellfeuergewehr - 7.62 mm NATO)
    - BM59 Mark III (Italien - Schnellfeuergewehr - 7.62 mm NATO)
    - BM59 Mark IV (Italien - Schnellfeuergewehr - 7.62 mm NATO)
    - BM59 Mark E (Italien - Schnellfeuergewehr - 7.62 mm NATO)
    - BM59 Mark Ital (Italien - Schnellfeuergewehr - 7.62 mm NATO)
    - BM59 Mark Ital-A (Italien - Schnellfeuergewehr - 7.62 mm NATO)
    - BM59 Mark Ital Para (Italien - Schnellfeuergewehr - 7.62 mm NATO)
    - BM59 Mark Ital TA (Italien - Schnellfeuergewehr - 7.62 mm NATO)
    - BM59R (Italien - Schnellfeuergewehr - 7.62 mm NATO)
    - BM59SL (Italien - Selbstladegewehr - 7.62 mm NATO)
      - BM62 (Italien - Selbstladegewehr - 7.62 mm NATO)

    - BM60CB (Italien - Schnellfeuergewehr - 7.62 mm NATO)

  - Concari (Italien - Einzelladergewehr)
  - Cx4 Storm (Italien - Selbstladekarabiner- 9 × 19 mm, .40 S&W, & .45 ACP)
  - Model 18/30 (Italien - Selbstladekarabiner- 9 × 19 mm Glisenti)
  - Model 31 (Italien - Selbstladegewehr - 6.5 × 52 mm Carcano)
  - Model 37 (Italien - Selbstladegewehr - 7.35 × 51 mm Carcano)
  - Model 58 (v - Carbine - .30 Carbine)
  - Model 455 (Italien - Doppelbüchse - .375 Holland & Holland Magnum, .416 Rigby, .458 Winchester Magnum, .470 Nitro Express, & .500 Nitro Express)
  - Model 500 (Italien - Repetiergewehr - .222 Remington & .223 Remington)
  - Model 501 (Italien - Repetiergewehr - .243 Winchester & .308 Winchester)
    - Model 501 Sniper (Italien - Repetiergewehr - 7.62 mm NATO)

  - Model 502 (Italien - Repetiergewehr - .270 Winchester, 7 mm Remington Magnum, .30-06, .300 Winchester Magnum, & .375 Holland & Holland Magnum)
  - Model 1953 Tahrir (Italien - Selbstladegewehr - .22lfB: Egyptian Training Rifle)
  - Mato (Italien - Repetiergewehr - .270 Winchester, .280 Remington, 7 mm Remington Magnum, .30-06, .300 Winchester Magnum, .338 Winchester Magnum, & .375 Holland & Holland Magnum)
  - S689 (Italien - Bockbüchse - .30-06, 9.3 × 74 mmR, .444 Marlin, & Kaliber 20)
  - Sport (Italien - Selbstladegewehr - .22lfB)
    - Olympia (Italien - Selbstladegewehr - .22lfB)
      - Olympia X (Italien - Selbstladegewehr - .22lfB)

    - Super Sport X (Italien - Selbstladegewehr - .22lfB)

  - SS06 (v - Bockbüchse - 9.3 × 74 mm R, .375 Holland & Holland Magnum, and .458 Winchester Magnum)
  - Super Olimpia (Italien - Repetiergewehr - .22lfB)
  - Unione (Italien - Repetiergewehr - .22lfB)

### Beretta Flinten
- - A300 (Italien - Selbstladeflinte - Kaliber 12)
  - A301 (Italien - Selbstladeflinte - Kaliber 20 & Kaliber 12)
  - A302 (Italien - Selbstladeflinte - Kaliber 20 & Kaliber 12)
  - A303 (Italien - Selbstladeflinte - Kaliber 20 & Kaliber 12)
  - A304 (Italien - Selbstladeflinte - Kaliber 12)
  - A390 (Italien - Selbstladeflinte - Kaliber 12)
  - AL390 (Italien - Selbstladeflinte - Kaliber 20 & Kaliber 12)
  - AL391 (Italien - Selbstladeflinte - Kaliber 20 & Kaliber 12)
  - ASE (Italien - Bockflinte)
  - ASEL (Italien - Bockflinte)
  - DT10 (Italien - Bockflinte - Kaliber 12)
  - M3P (Italien - Selbstlade-/Vorderschaftrepetierflinte - Kaliber 12)
  - Model 1 (Italien - Doppelflinte - Kaliber 28, Kaliber 24, Kaliber 20, Kaliber 16, & Kaliber 12)
  - Model 3 (Italien - Doppelflinte - Kaliber 28, Kaliber 24, Kaliber 20, Kaliber 16, & Kaliber 12)
  - Model 4 (Italien - Doppelflinte - Kaliber 24, Kaliber 20, Kaliber 16, & Kaliber 12)
  - Model 5 (Italien - Doppelflinte)
  - Model 6 (Italien - Doppelflinte - Kaliber 28, Kaliber 24, Kaliber 20, Kaliber 16, & Kaliber 12)
  - Model 7 (Italien - Doppelflinte)
  - Model 9 (Italien - Doppelflinte - Kaliber 24, Kaliber 20, Kaliber 16, & Kaliber 12)
  - Model 10 (Italien - Doppelflinte - Kaliber 16 & Kaliber 12)
  - Model 11 (Italien - Bockflinte)
  - Model 12 (Italien - Flinte - Kaliber 28, Kaliber 24, Kaliber 20, Kaliber 16, & Kaliber 12)
  - Model 13 (Italien - Flinte)
  - PB (Italien - Doppelflinte)
  - RS151 (Italien - Vorderschaftrepetierflinte - Kaliber 12)
  - RS200 (Italien - Vorderschaftrepetierflinte - Kaliber 12)
    - RS200-P (Italien - Vorderschaftrepetierflinte - Kaliber 12)

  - RS202 (Italien - Vorderschaftrepetierflinte - Kaliber 12)
    - RS202-M1 (Italien - Vorderschaftrepetierflinte - Kaliber 12)
    - RS202-M2 (Italien - Vorderschaftrepetierflinte - Kaliber 12)
      - RS202-P (Italien - Vorderschaftrepetierflinte - Kaliber 12)

  - S1 (Italien - Bockflinte)
  - S2 (Italien - Bockflinte)
  - S3 (Italien - Bockflinte)
  - S55 (Italien - Bockflinte - Kaliber 20 & Kaliber 12)
  - S56 (Italien - Bockflinte - Kaliber 20 & Kaliber 12)
  - S57 (Italien - Bockflinte - Kaliber 20 & Kaliber 12)
  - S58 (Italien - Bockflinte - Kaliber 12)
  - SO (Italien - Bockflinte)
    - SO1 (Italien - Bockflinte - Kaliber 12)
    - SO2 (Italien - Bockflinte - Kaliber 12)
    - SO3 (Italien - Bockflinte - Kaliber 20 & Kaliber 12)
    - SO4 (Italien - Bockflinte - Kaliber 12)
    - SO5 (Italien - Bockflinte - Kaliber 12)
    - SO6 (Italien - Bockflinte - Kaliber 12)
    - SO9 (Italien - Bockflinte - .410, Kaliber 28, Kaliber 20, Kaliber 16, & Kaliber 12)

  - Vandalia (Italien - Flinte - Kaliber 12)
  - 012 (Italien - Flinte)
  - 013 (Italien - Flinte)
  - 22 (Italien - Flinte)
  - 60 (Italien - Selbstladeflinte - Kaliber 12)
  - 61 (Italien - Selbstladeflinte - Kaliber 12)
  - 90 (Italien - Flinte)
  - 101 (Italien - Doppelflinte - Kaliber 36, Kaliber 32, Kaliber 28, Kaliber 24, Kaliber 20, Kaliber 16, & Kaliber 12)
  - 103 (Italien - Doppelflinte)
  - 104 (Italien - Doppelflinte - Kaliber 28, Kaliber 24, Kaliber 20, Kaliber 16, & Kaliber 12)
  - 105 (Italien - Doppelflinte - Kaliber 24, Kaliber 20, Kaliber 16, & Kaliber 12)
  - 151 (Italien - Vorderschaftrepetierflinte)
  - 211 (Italien - Doppelflinte)
  - 305 (Italien - Doppelflinte)
  - 309 (Italien - Doppelflinte)
  - 311 (Italien - Doppelflinte - Kaliber 24, Kaliber 20, Kaliber 16, & Kaliber 12)
  - 312 (Italien - Flinte)
  - 313 (Italien - Flinte)
  - 350 (Italien - Doppelflinte - Kaliber 12)
  - 401 (Italien - Doppelflinte - Kaliber 28, Kaliber 24, Kaliber 20, Kaliber 16, & Kaliber 12)
  - 402 (Italien - Doppelflinte)
  - 403 (Italien - Doppelflinte - Kaliber 32, Kaliber 28, Kaliber 24, Kaliber 20, Kaliber 16, & Kaliber 12)
  - 404 (Italien - Doppelflinte - Kaliber 16 & Kaliber 12)
  - 405 (Italien - Doppelflinte)
  - 409 (Italien - Doppelflinte - Kaliber 20)
  - 410 (Italien - Doppelflinte - Kaliber 28, Kaliber 24, Kaliber 20, Kaliber 16, & Kaliber 12)
  - 411 (Italien - Doppelflinte - Kaliber 20, Kaliber 16, & Kaliber 12)
  - 412 (Italien - Flinte)
  - 413 (Italien - Flinte)
  - 414 (Italien - Flinte - 9 mm)
  - 424 (Italien - Doppelflinte - Kaliber 20, Kaliber 16, & Kaliber 12)
  - 425 (Italien - Doppelflinte - Kaliber 12)
  - 426 (Italien - Doppelflinte)
  - 427 (Italien - Doppelflinte)
  - 450 (Italien - Doppelflinte - Kaliber 12)
  - 451 (Italien - Doppelflinte - Kaliber 12)
  - 452 (Italien - Doppelflinte)
  - 470 (Italien - Doppelflinte - Kaliber 20 & Kaliber 12)
  - 625 (Italien - Doppelflinte)
  - 626 (Italien - Doppelflinte)
  - 627 (Italien - Doppelflinte)
  - 680 (Italien - Bockflinte - Kaliber 12)
  - 682 (Italien - Bockflinte - Kaliber 12)
  - 686 (Italien - Bockflinte - Kaliber 28, Kaliber 20, & Kaliber 12)
  - 687 (Italien - Bockflinte - .410, Kaliber 28, Kaliber 20, & Kaliber 12)
  - 922 (Italien - Doppelflinte)
  - 930 (Italien - Flinte - Kaliber 10)
  - 1009 (Italien - Doppelflinte)
  - 1010 (Italien - Doppelflinte - Kaliber 24, Kaliber 20, Kaliber 16, & Kaliber 12)
  - 1011 (Italien - Doppelflinte)
  - 1012 (Italien - Flinte)
  - 1013 (Italien - Flinte)
  - 1050 (Italien - Doppelflinte)
  - 1200 (Italien - Selbstladeflinte - Kaliber 12)
    - 1200F (Italien - Selbstladeflinte - Kaliber 12)
    - 1200FP (Italien - Selbstladeflinte - Kaliber 12)

  - 1201 (Italien - Selbstladeflinte - Kaliber 12)
    - 1200F (Italien - Selbstladeflinte - Kaliber 12)
    - 1201FP3 (Italien - Selbstladeflinte - Kaliber 12)

  - 1409 (Italien - Doppelflinte)
  - 1930 (Italien - Doppelflinte - Kaliber 24, Kaliber 20, Kaliber 16, & Kaliber 12)
- Beretta SMG
  - M18 (Italien - Maschinenpistole - 9 × 19 mm Glisenti)
  - M38 (Italien - Maschinenpistole - 9 × 19 mm)
    - M38A (Italien - Maschinenpistole - 9 × 19 mm)
    - MAB (Italien - Maschinenpistole - 9 × 19 mm)
    - M38/42 (Italien - Maschinenpistole - 9 × 19 mm)
    - M38/43 (Italien - Maschinenpistole - 9 × 19 mm)
    - M38/44 (Italien - Maschinenpistole - 9 × 19 mm)
    - M38/49 (Italien - Maschinenpistole - 9 × 19 mm)
      - Model 2 (Italien - Maschinenpistole - 9 × 19 mm)
      - Model 4 (Italien - Maschinenpistole - 9 × 19 mm)

    - Beretta Model 5 (Italien - Maschinenpistole - 9 × 19 mm)

  - Model 1 (Italien - Maschinenpistole - 9 × 19 mm)
  - Model 3 (Italien - Maschinenpistole - 9 × 19 mm)
  - Model 6 (Italien - Maschinenpistole - 9 × 19 mm)
  - Model 7 (Italien - Maschinenpistole - 9 × 19 mm)
  - Model 8 (Italien - Maschinenpistole - 9 × 19 mm)
  - Model 9 (Italien - Maschinenpistole - 9 × 19 mm)
  - Model 10 (Italien - Maschinenpistole - 9 × 19 mm)
  - Model 11 (Italien - Maschinenpistole - 9 × 19 mm)
  - Model 12 (Italien - Maschinenpistole - 9 × 19 mm)
    - PM12S (Italien - Maschinenpistole - 9 × 19 mm)
    - PM12S2 (Italien - Maschinenpistole - 9 × 19 mm)
- Beretta 1S (Italien - Signalpistole - 1")

## Bergmann
- Bergmann MP18 (Deutschland - Maschinenpistole - 9 × 19 mm)
- Bergmann MP28 (Deutschland - Maschinenpistole - 9 × 19 mm)
- Bergmann Nummer 5 (Deutschland - Pistole)
- Bergmann Simplex (Deutschland - Pistole)
- Bergmann-Bayard 1910 (Deutschland - Pistole - 9 × 23 mm)

## Bernardelli
- Bernardelli 69 (Italien - Pistole - .22lfB)
- Bernardelli B4 (Italien - Selbstlade-/Vorderschaftrepetierflinte - Kaliber 12)
  - Bernardelli B4/B (Italien - Vorderschaftrepetierflinte - Kaliber 12)
- Bernardelli Mod. USA (Italien - Pistole - .22lfB, 7.65 × 17 mm, and 9 × 17 mm)
- Bernardelli P One (Italien - Pistole)
- Bernardelli PO-18 (Italien - Pistole - 9 × 19 mm)
- Bernardelli P0-18 Compact (Italien - Pistole - 9 × 19 mm)
- Bernardelli P6 (Italien - Pistole - .22lfB, 7.65 × 17 mm, and 9 × 17 mm)
- Bernardelli P8 (Italien - Pistole - .22lfB, 7.65 × 17 mm, and 9 × 17 mm)
- Bernardelli PS 023 (Italien - Signalpistole - 37 mm)
- Bernardelli VB-SR (Italien - Sturmgewehr - 5,56 × 45 mm NATO)

## Bersa
- Bersa 83 (Argentinien - Pistole - 9 × 17 mm)
- Bersa 95 (Argentinien - Pistole - 9 × 17 mm)
- Bersa Mini-Thunder 9 (Argentinien - Pistole - 9 × 19 mm)
- Bersa Mini-Thunder 40 (Argentinien - Pistole - .40 S&W)
- Bersa Thunder 9 (Argentinien - Pistole - 9 × 19 mm)
- Bersa Thunder 22 (Argentinien - Pistole - .22lfB)
- Bersa Thunder 32 (Argentinien - Pistole - 7.65 × 17 mm)
- Bersa Thunder 40 (Argentinien - Pistole - .40 S&W)
- Bersa Thunder 45 (Argentinien - Pistole - .45 ACP)
- Bersa Thunder 380 (Argentinien - Pistole - 9 × 17 mm)

## BE…
- Beholla Pistol (Deutschland - Pistole - 7,65 × 17 mm)
- Belgian M1871 Trooper’s Revolver (Belgien - Revolver - 11 × 17,5 mm)
- Belgian M1878 Officer’s Revolver (Belgien - Revolver - 9 × 23 mm R Nagant)
- Belgian M1883 NCO’s Revolver (Belgien - Revolver - 9 × 23 mm R Nagant)
- Berdan rifle (USA / Russland - Einzelladergewehr)
- Bergom BSM9-M1 (Maschinenpistole - 9 × 19 mm & .45 ACP)
- Berthier 1890 (Frankreich - Repetiergewehr)
- Beryl wz.96 (Polen - Sturmgewehr - 5,56 × 45 mm NATO)

## BF…
- BFG 50 (USA - Repetiergewehr - 12,7 × 99 mm NATO)

## BI…
- Bingham AK 22 (USA - Gewehr - .22lfB)

## Bison
- Bison
  - Bison 2 (Russland - Maschinenpistole - 9 × 18 mm)
    - Bison 2-01 (Russland - Maschinenpistole - 9 × 19 mm)
    - Bison 2-02 (Russland - Maschinenpistole - 9 × 17 mm)
    - Bison 2-03 (Russland - Maschinenpistole - 9 × 18 mm)
    - Bison 2-04 (Russland - Selbstladekarabiner- 9 × 18 mm)
    - Bison 2-05 (Russland - Selbstladekarabiner- 9 × 19 mm)
    - Bison 2-06 (Russland - Selbstladekarabiner- 9 × 17 mm)
    - Bison 2-07 (Russland - Maschinenpistole - 7,62 × 25 mm)

  - Bison 3 (Russland - Maschinenpistole - 9 × 18 mm)

## BL…
- Blanch four-barreled pistol (UK)
- Blaser R93 (Deutschland - Repetiergewehr)
- Blaser R8 (Deutschland - Repetiergewehr)

## BO…
- Boberg XR9-S (USA - Taschenpistole - 9 × 19 mm)
- Bofors AGR (Schweden - Granatwerfer - 40 mm)
- Booth pocket percussion pisto (UK)
- Borchardt C93 (Deutschland - Pistole)
- Boys Anti-Tank Rifle (UK - Repetiergewehr - .55 Boys)
- Bohica Arms FAR-50 (USA - Einzelladergewehr - 12,7 × 99 mm NATO)

## Bren
- Bren lMG
  - Bren Mk I (UK - lMG - .303 British)
  - Bren Mk II (UK - lMG - .303 British)
  - Bren Mk III (UK - lMG - .303 British)
  - Bren Mk IV (UK - lMG - .303 British)
- Bren Ten (USA - Pistole - 10 mm Norma & .45 ACP)

## Browning
- Browning Machine Guns
  - Browning M2 (USA / Belgien - sMG - 12,7 × 99 mm NATO)
  - Browning M1917 (USA - sMG - .30-06)
    - Browning M1917A1 (USA - sMG - .30-06)

  - Browning M1918 BAR (USA - lMG - .30-06)
    - Browning M1918A1 BAR (USA - lMG - .30-06)
    - Browning M1918A2 BAR (USA - lMG - .30-06)
    - Browning M1922 BAR (USA - lMG - .30-06)
    - Browning wz.1928 (Polen - lMG - 7.92 × 57 mm Mauser)

  - Browning M1919A4 (USA - MMG - .30-06)
  - Browning M1919A6 (USA - lMG - .30-06)
  - Browning M1921 (USA - sMG - 12,7 × 99 mm NATO)
- Browning Pistolen
  - Browning Baby (Belgien - Pistole - 6.35 mm/.25 ACP)
  - Browning BDA.9 (Schweiz / Deutschland - Pistole - 9 × 19 mm: SIG-Sauer P220)
  - Browning BDA.38 (Schweiz / Deutschland - Pistole - .38 Super: SIG-Sauer P220)
  - Browning BDA.45 (Schweiz / Deutschland - Pistole - .45 ACP: SIG-Sauer P220)
  - Browning BDA.380 (Belgien / Italien - Pistole - 9 × 17 mm: Beretta Model 84 Variant)
  - Browning BDM (USA - Pistole - 9 × 19 mm)
  - Browning Buckmark (USA - Pistole - .22lfB)
  - Browning Challenger (Belgien - Pistole - .22lfB)
  - Browning Forty Nine (USA - DAO Pistole - 9 × 19 mm & .40 S&W)
  - Browning Hi-Power (Belgien - Pistole - 9 × 19 mm)
    - Browning Hi-Power Mk.II (Belgien - Pistole - 9 × 19 mm)
    - Browning Hi-Power Mk.III (Belgien - Pistole - 9 × 19 mm & .40 S&W)
    - Browning HP-DA/HP-DAO (Belgien - Pistole - 9 × 19 mm)

  - Browning Medalist (Belgien - Pistole - .22lfB)
- Browning Rifles
  - Browning A-Bolt (Japan - Repetiergewehr)
  - Browning BAR (Sporting) (Belgien/Japan - Selbstladegewehr)
  - Browning M71 (Japan - Lever Action Rifle)
- Browning Shotguns

## BR…
- Breda Modello 30 machine gun (Italy - lMG)
- Britarms Model 2000 (UK - Pistole - .22lfB)
- Brown Bess (UK - Rifle)
- Brown Tactical Elite (USA - Repetiergewehr)
- BRS-99 (Polen - Semi-Auto Carbine)

## BS…
- BS-1 30 mm (Russland - Granatwerfer - 30 mm Grenade)
- BSA Welgun (UK - Maschinenpistole - 9 × 19 mm)

## BT…
- BT-96 (Schweiz - halbautomatische Lizenzfertigung der HK MP5 - 9 × 19 mm)
- BT MP9 (Schweiz - Lizenzfertigung der Steyr TMP - 9 × 19 mm)

## Bushmaster
- Bushmaster ACR (USA - Sturmgewehr - Kaliber variabel)
- Bushmaster Arm Pistol (USA - Pistole - 5,56 × 45 mm NATO)
- Bushmaster BA50 (USA - Einzelladergewehr - 12,7 × 99 mm NATO)
- Bushmaster M17S (USA - Selbstladegewehr - 5,56 × 45 mm NATO: Bullpup)
- Bushmaster DCM (USA - Selbstladegewehr - 5,56 × 45 mm NATO)
- Bushmaster V Match 16 (USA - Selbstladegewehr - 5,56 × 45 mm NATO)
- Bushmaster V match 20 (USA - Selbstladegewehr - 5,56 × 45 mm NATO)
- Bushmaster XM15 E2S (USA - Selbstladegewehr - 5,56 × 45 mm NATO)

## BU…
- Bul M-5 (Israel - Pistole)
- Bul Cherokee (Israel - Pistole)
- Bul Storm (Israel - Pistole)
- Bulgarian SLR-95 (Bulgarien)
- BUTT-MASTER Pen Gun (USA - Pistole - .22lfB)

## BX…
- BXP (Südafrika - Maschinenpistole - 9 × 19 mm)